# 65698 Еммарошелль
65698 Еммарошелль (65698 Emmarochelle) — астероїд головного поясу, відкритий 6 жовтня 1991 року.
Тіссеранів параметр щодо Юпітера — 3,331.